# 四高僧墓
四高僧墓，位于中国江苏省苏州常熟市虞山北麓兴福寺东，系兴福寺四位高僧：唐代高僧常达、怀述、五代梁高僧彦称、宋代高僧晤恩之墓地，四墓各建石塔一座。墓门石坊楹联为：“异代并成罗汉果，空山时落曼陀花。”1966年文革中曾遭严重破坏，1979年修复。2006年6月5日公布为第六批江苏省文物保护单位 。